# あい (女子総合格闘家)
あい（1989年10月24日 - ）は、日本の女性総合格闘家。東京都出身。フリー。

## 来歴
幼少期からレスリングに打ち込み、2006年ジュニアオリンピックカデットの部優勝の後アジアカデット選手権優勝、2007年ジュニアオリンピックジュニアの部優勝と実績を重ね、東洋大学進学後も2009年の全日本学生選手権優勝、2010年の世界大学選手権3位などの実績を残した。
大学卒業後は、2016年全日本アマチュア修斗選手権の女子ミニマム級で優勝を果たし、同年11月にはアマチュア修斗トライアウト公式戦に出場しTKO勝利、プロ昇格が認められた。しかし、当時KRAZY BEEでレスリングキッズクラスのコーチをしていたあいは、これらの試合に総合格闘技の練習をせず、直前にレスリングを1週間ほど練習しただけの状態で出場しており、プロ昇格はしたものの総合格闘技に専念することなく、KRAZY BEEからも離れ、就職してヨガの講師をやっていた。

### 格闘代理戦争
2018年9月、AbemaTVのリアリティ番組『格闘代理戦争』3rdシーズンにKRAZY BEE代表山本"KID"徳郁たっての希望で出演し、チームKRAZY BEE（朴光哲、矢地祐介）の推薦選手としてトーナメントに参戦。10月20日、1回戦でV.V Mei推薦の上野みずきと対戦し、1Rに腕ひしぎ十字固めで一本勝ち。12月1日、準決勝で青木真也推薦の古瀬美月と対戦し、1Rに下からの腕ひしぎ十字固めで見込み一本負け。極まる前の早すぎる見込みストップだったことから、あいとセコンドは「全然極まっていない！」と抗議するも結果は覆らなかった。

### RIZIN
2018年12月31日、総合格闘技のRIZINに参戦。RIZIN 平成最後のやれんのか!で川村虹花を相手にプロデビュー戦を行い、テイクダウンを奪った後パウンドの連打を浴びせてレフェリーストップによる1R3分1秒TKO勝ち。
2019年8月18日、RIZIN.18でBellator参戦経験を持つタバサ・ワトキンズと対戦。1Rはテイクダウン後に下からの腕ひしぎ十字固めを極めかけられるなどしたが、その後はテイクダウンを奪いトップポジションをキープし続けて優勢な試合を展開し、3-0の判定勝ちを収めた。
2019年12月29日、BELLATOR JAPANのRIZIN提供試合で、元King of the Cage (KOTC) 王者のアンディ・ウィンと対戦し、テイクダウンで試合をリードし2-1の判定勝ちを収めた。
2020年12月31日、怪我からの復帰戦となったRIZIN.26で浅倉カンナと対戦し、0-3の判定負け。プロ初黒星を喫した。

## 人物・エピソード
- レスリング仕込みのテイクダウン能力とフィジカルの強さが武器。愛らしいルックスとは裏腹に、パウンドや 踏みつけを得意としている[8]。
- 『格闘代理戦争』3rdシーズン準決勝でレフェリーに見込み一本を取られ敗退するが、試合後は「全然極まっていない」と訴え、「腕が折れても試合を続けたし、顔をグチャグチャにされても構わなかった」と気持ちの強さと勝負への拘りを見せた。なお、後に相手選手のセコンドをつとめた青木真也も「この1敗はテクニカルサブミッションであって、レフリーの勇み足でストップしてしまった感は相手コーナーにいた僕が感じるくらいなので、この1敗はあってないようなものだと見ていいと思います」とコメントしている[9]。

## 戦績

### プロ総合格闘技
| 総合格闘技 戦績 | 総合格闘技 戦績 | 総合格闘技 戦績 | 総合格闘技 戦績 | 総合格闘技 戦績 | 総合格闘技 戦績 | 総合格闘技 戦績 |
| --------------- | --------------- | --------------- | --------------- | --------------- | --------------- | --------------- |
| 6 試合          | (T)KO           | 一本            | 判定            | その他          | 引き分け        | 無効試合        |
| 5 勝            | 2               | 1               | 2               | 0               | 0               | 0               |
| 1 敗            | 0               | 0               | 1               | 0               | 0               | 0               |

| 勝敗 | 対戦相手           | 試合結果                          | 大会名                      | 開催年月日     |
| ×    | 浅倉カンナ         | 5分3R終了 判定0-3                 | RIZIN.26                    | 2020年12月31日 |
| ○    | アンディ・ウィン   | 5分3R終了 判定2-1                 | BELLATOR JAPAN              | 2019年12月29日 |
| ○    | タバサ・ワトキンズ | 5分3R終了 判定3-0                 | RIZIN.18                    | 2019年8月18日  |
| ○    | 山口さゆり         | 1R 2:45 チョークスリーパー        | DEEP JEWELS 24              | 2019年6月9日   |
| ○    | 國保小枝           | 1R 1:08 TKO（パウンド）           | DEEP JEWELS 23              | 2019年3月9日   |
| ○    | 川村虹花           | 1R 3:01 TKO（レフェリーストップ） | RIZIN 平成最後のやれんのか! | 2018年12月31日 |

### アマチュア総合格闘技
| 勝敗 | 対戦相手   | 試合結果                             | 大会名                                                                           | 開催年月日     |
| ×    | 古瀬美月   | 1R 4:49 腕ひしぎ十字固め(見込み一本) | 格闘代理戦争 3rdシーズン 【トーナメント 準決勝】                                 | 2018年12月1日  |
| ○    | 上野みずき | 1R 4:07 腕ひしぎ十字固め             | 格闘代理戦争 3rdシーズン 【トーナメント 1回戦】                                  | 2018年10月20日 |
| ○    | 下牧瀬葉月 | 2R 2:57 TKO（パウンド連打）          | プロフェッショナル修斗公式戦 香川大会『FORCE 06』 【アマチュア修斗トライアウト】 | 2016年11月13日 |
| ○    | 宇田川唯菜 | 判定3-0                              | 第23回全日本アマチュア修斗選手権大会 【トーナメント 決勝】                       | 2016年10月9日  |
| ○    | 古澤みゆき | 判定3-0                              | 第23回全日本アマチュア修斗選手権大会 【トーナメント 1回戦】                      | 2016年10月9日  |
| ○    | 千葉 陽子  | 判定3-0                              | 第15回関東アマチュア修斗選手権大会                                               | 2016年8月7日   |

## レスリング成績
- 2006年全国高校女子選手権 54 kg級 3位
- 2006年ジュニアオリンピック 52 kg級 カデット 優勝
- 2006年アジアカデット選手権 52 kg級 優勝
- 2007年ジュニアオリンピック 51 kg級 ジュニア 優勝
- 2007年クリッパン女子国際大会 51 kg級 シニア 優勝
- 2008年ジュニアオリンピック 51 kg級 ジュニア 2位
- 2009年ジュニアオリンピック 51 kg級 ジュニア 3位
- 2009年全日本学生選手権 51 kg級 優勝
- 2010年世界大学選手権 51 kg級 3位
- 2011年全日本学生選手権 51 kg級 3位

（出典、日本レスリング協会公式サイト大会結果）

## 獲得タイトル
- 第15回関東アマチュア修斗選手権大会 女子フライ級（56.7kg以下）優勝（2016年）[10]
- 第23回全日本アマチュア修斗選手権大会 女子ミニマム級（47.6kg以下）優勝（2016年）[11]
- 格闘代理戦争3rdシーズン 3位（2018年）